# Millennium Gate

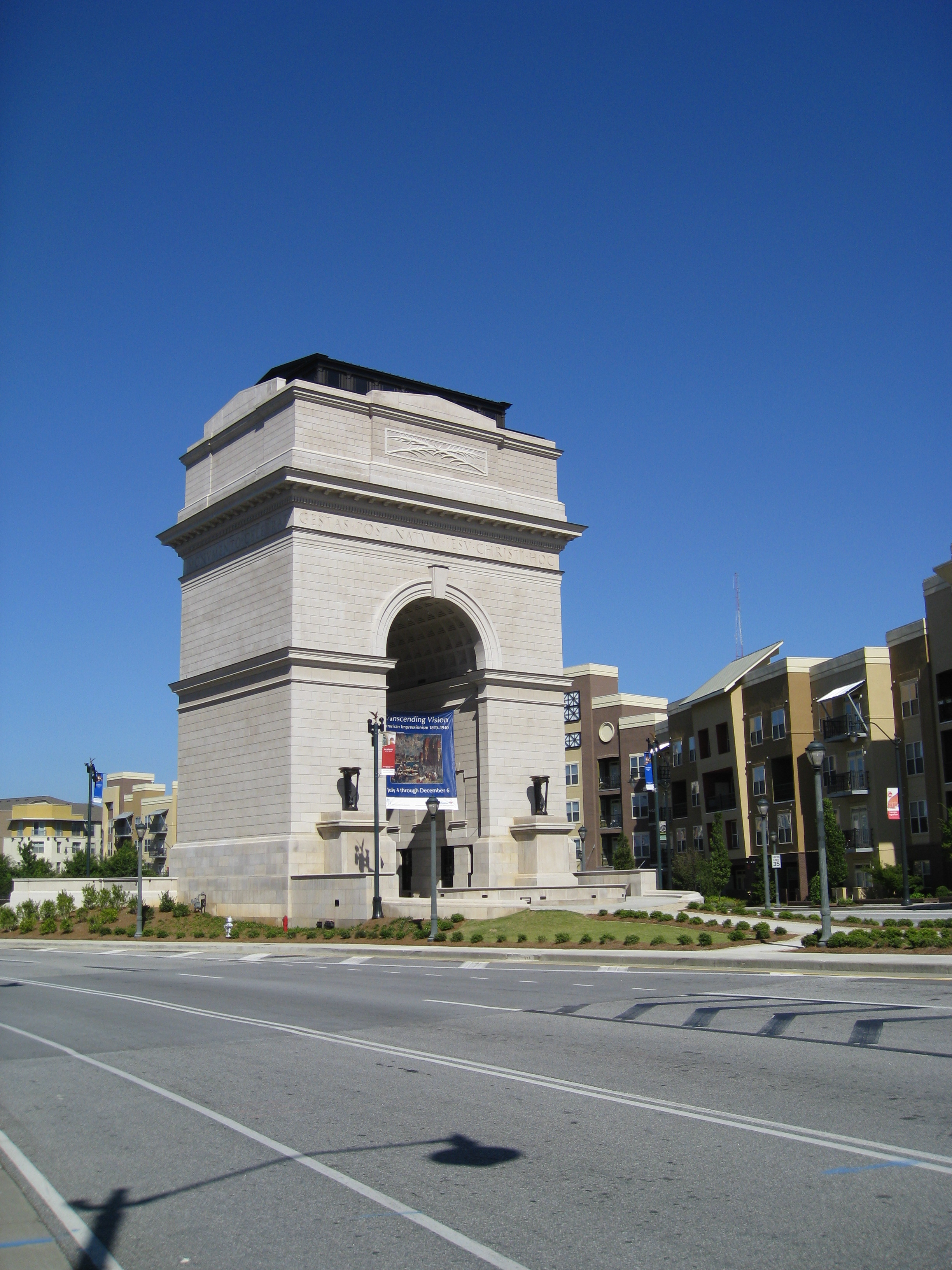

O Millennium Gate é um arco triunfal localizado na cidade de Atlanta, Geórgia, construído para celebrar a concretização da paz e em honra à história da população da Geórgia. Foi inaugurado em 2008, tendo custado aproximadamente 18 milhões de dólares. É o maior monumento deste estilo a ser construído desde o Jefferson Memorial, em Washington, D.C. Foi concebido pelo arquiteto Hugh Petter em parceria com a National Monuments Foundation.